# Fórum svobodného Ruska
Fórum svobodného Ruska (anglicky: Free Russia Forum, FRF nebo FSR; rusky: Форум свободной России; ФСР; v české transkripci Forum svobodnoj Rossii, FSR) je konference ruské opozice, která se koná dvakrát ročně, obvykle ve Vilniusu, kde sídlí jeho kancelář. Fórum založili v březnu 2016 Garri Kasparov a Ivan Tjutrin, bývalý výkonný ředitel ruského demokratického hnutí Solidarnost. Účastníky Fóra svobodného Ruska jsou zástupci nejvýznamnějších opozičních sdružení a asociací: PARNAS, Otevřené Rusko, Rusko budoucnosti, hnutí Solidarnost, strana Jabloko, Občanská iniciativa a štáb Alexeje Navalného. Roku 2019 požádalo o akreditaci na 9. Fórum 500 aktivistů z 50 regionů Ruska a 32 zemí.

## Poslání a témata jednání
Fórum si klade za úkol formovat intelektuální alternativu k současnému politickému režimu v Rusku a podle organizátorů se "účastníkem, sponzorem a organizátorem fóra může stát každý, kdo sdílí hodnoty demokracie a považuje Rusko za nedílnou součást civilizovaného mezinárodního společenství." "Jediným faktorem, který brání účasti, je postoj "krymanaše", tedy stoupence agrese proti Ukrajině." Podmínkou členství ve fóru je předložení alespoň dvou registračních doporučení od politiků, opozičních aktivistů, novinářů nebo obránců lidských práv.
Charakteristickým rysem Fóra Svobodné Rusko je široké ideologické spektrum účastníků. Jedná se o nesystémové liberály, národní demokraty, sociální demokraty, libertariány. Fóra se účastní zástupci různých politických organizací a sdružení. Fórum vždy probíhá ve dvou dnech. V diskusních panelech se probírají témata jako boj proti ruské propagandě v Rusku i v zahraničí, vyhlídky na mezinárodní tlak na Putinův režim prostřednictvím sankcí, ekonomická situace, vztahy mezi Ruskem a Západem, strategie ruské opozice za současného režimu v zemi.
Hlavními tématy 7. fóra (8.-9. června 2019, Trakai) byly: Měnící se postoje veřejnosti v Rusku, Ukrajina po prezidentských volbách a perspektivy rusko-ukrajinských vztahů, Rusofilie nebo rusofobie?, Informační terorismus Putinovy televize a jeho oběti, Nové formy občanského aktivismu v Rusku, Moc a společnost: hranice přijatelné spolupráce, Bělorusko a bezpečnostní problémy ve východní Evropě, Existuje v ruské politice "pravé křídlo"?, Budoucnost Ruska: rozpad nebo zachování jednotného státu.
Na 8. fóru (9.-10. listopadu 2019, Vilnius) byly hlavními tématy: Změny a vývoj represivního aparátu a způsoby odporu proti represím, Možné strategie ruské opozice v souvislosti s účastí ve volbách, Uplynulé volby do Moskevské městské dumy, Ekologické protesty v regionech, Sociálně-ekonomická situace v Rusku, Perspektivy vývoje rusko-ukrajinského konfliktu v Donbasu, Perspektivy a hrozby integrace Ruska a Běloruska. Byla uctěna památka zesnulého opozičního předáka Vladimira Bukovského. Při 30. výročí pádu Berlínské zdi diskutovali účastníci o příčinách pádu komunistických režimů. Novinář Dmitrij Zapolskij představil svou knihu "Putinburg", ve které ukazuje, jak v Petrohradě vznikl současný ruský systém řízení.

## Orgány a zúčastněné osoby

### Účastníci
V průběhu let to byli například Garri Kasparov, Oleh Sencov, Sergej Gurijev, Arkadij Babčenko, Gennadij Gudkov, Marat Gelman, Jevgenij Čičvarkin, Ilja Ponomarjov, Olga Romanova, Alfred Koch, Leonid Nevzlin, Máša Gessen, Alexandr Goldfarb, Jevgenij Kiseljov, Leonid Gozman, Roman Dobrochotov, Andrej Illarionov, Vladislav Inozemcev, Alexej Lebedinskij, Mark Fejgin, Andrej Soldatov, Artěmij Troickij, Marija Aljochina, Alexandr Morozov, Ajder Muždabajev, Valentyn Nalyvaičenko, Vygaudas Ušackas, Andrej Piontkovskij, Andrij Kubilius, Igor Čubajs, Lev Ponomarjov, Michail Krutichin, Boris Rajčuster, Jevgenija Čirikova, Božena Rynská, Michail Světov, David Satter, Tomas Venclova, Alexandr Kyněv, Jelena Fanailová, Lilija Ševcovová, Konstantin Eggert, Andrej Sannikov, Arkadij Jankovskij, Igor Eidman, Jelena Lukjanová, Igor Jakovenko, Sergej Guljajev, ad.

### Stálý výbor fóra
V roce 2018 byl vytvořen jedenáctičlenný Stálý výbor Fóra Svobodné Rusko. Jeho členy byli Vladimir Ašurkov, Marat Gelman, Andrej Illarionov, Garri Kasparov, Daniil Konstantinov, Leonid Nevzlin, Ilja Ponomarjov, Andrej Sidelnikov, Ivan Tjutrin, Mark Fejgin a Jevgenija Čiriková.

## Historie
Fóra Svobodného Ruska se konají dvakrát ročně v litevském Vilniusu nebo blízkém městě Trakai (7. Fórum). Nabízejí jedinečný prostor pro setkání ruských politiků, novinářů, publicistů, mezinárodních odborníků, zástupců kultury i běžných občanů. Od března 2016 do roku 2019 se uskutečnilo celkem deset konferencí. Deváté fórum se konalo 20.-21. listopadu 2020. Kvůli pandemii koronaviru a uzavřeným hranicím se akce konala v přímém přenosu na YouTube. V květnu 2022 proběhlo setkání ve Varšavě a v červenci 2022 se Fórum svobodného Ruska konalo v Praze. Příští konference se pravděpodobně uskuteční v litevské Klaipedě.
Dne 1. února 2023 označila ruská generální prokuratura Fórum svobodného Ruska jako „nežádoucí“ organizaci. „Nežádoucím organizacím“ je zakázáno působit na ruském území pod hrozbou trestního stíhání.

### Pražské fórum
Ve dnech 22.-24. července 2022 se účastníci Fóra sešli v Praze. Zúčastnil se bývalý ruský poslanec a opoziční aktivista Ilja Ponomarjov, někdejší ministr zahraničí Ukrajiny Pavlo Klimkin nebo exilový čečenský premiér Ahmed Zakajev. Mezi řečníky v pořadí druhého fóra roku 2022 byli zástupci více než 20 národů a regionů Ruska, zejména Rajana Dugar-De Ponte (Burjatsko) ), Ruslan Gabbasov (Baškortostán), Rafis Kašapov (Tatarstán), Oleksij Manannikov (Sibiř), Danny Teps (Ičkerija), Olena Mychajlova (Velký Novgorod), Jurij Moskalenko (Dálný východ), Ilja Ponomarjov (Novosibirsk), Gennadij Gudkov (Kolomna), jakož i veřejní činitelé, političtí myslitelé a mezinárodní odborníci z Evropy a Severní Ameriky: Janusz Bugajski (USA), Pavlo Klimkin (Ukrajina), Edward Lucas (Velká Británie), Wojciech Pokora (Polsko), Tamila Tasheva (Ukrajina), Andrius Almanis (Litva) ). ), Oleg Dunda (Ukrajina), Paul Massaro (USA), Taras Stetskiv (Ukrajina), Mariusz Pilis (Polsko), Jevhen Magda (Ukrajina), Vadym Prokopjev (Bělorusko), Pavlo Žovnirenko (Ukrajina)".
Hlavním tématem fóra byla radikální rekonstrukce Ruska, které by se mělo posunout od autoritářského státu k dobrovolné unii svobodných, nezávislých a demokratických států, které zajistí svým občanům slušný životní standard. Za cíl byla stanovena dekolonizacie, deimperializace a deputinizace Ruska a také demilitarizace a vzdání se jaderných zbraní, které podle názoru účastníků pouze povzbuzují imperiální ambice kremelských představitelů. Je potřebné podpořit rychlé a nenásilné osvobození, dekolonizaci v současnosti okupovaných původních národů a regionů od imperiální Moskvy. Mezi tématy diskuse byl vliv dekolonizace a rekonstrukce postruského prostoru na budování nové architektury kolektivní bezpečnosti v Evropě, Atlantiku a Asii. Etničtí Rusové tvoří 81 % občanů Ruska. Další velké etnické skupiny představují Tataři, Ukrajinci, Baškirové, Čuvaši, Čečenci a Arméni.
Delegáti Fóra plánují, že se Rusko po pádu Vladimira Putina rozdělí na 34 samostatných států. Účastníci fóra přijali Pražskou deklaraci (Declaration about the decolonization of Russia) ve které stojí: "Ruská federace je teroristický stát, jehož staleté koloniální praktiky, jako bylo nucené vystěhovávání nebo genocida, učinily z neuvěřitelného množství domorodců oběti historického bezpráví." "Náš lid zatáhli do válečných zločinů. Přestože jde o politiku imperialistického centra, sankce dopadají i na nás, jsme ohroženi civilizační izolací, dost možná i kompletním vymizením."

## Veřejné aktivity
Stálý výbor přijímá prohlášení k aktuálním politickým otázkám. V březnu 2019 se Stálý výbor Fóra Svobodného Ruska obrátil otevřeným dopisem na německou kancléřku Angelu Merkelovou s žádostí, aby zabránila realizaci projektu Nord Stream 2, neboť "díky projektu Nord Stream 2 budou dodávky ruského plynu do EU nebezpečně závislé na dvoustranných vztazích mezi Moskvou a Berlínem.
V roce 2019 výbor oznámil uznání Juana Guaidóa za legitimního prozatímního prezidenta Venezuely, poblahopřál lidu a novému prezidentovi Ukrajiny Volodymyru Zelenskému k úspěšným volbám, odsoudil rozehnání prvomájových demonstrací v několika městech Ruska, rozehnání protestujících v Jekatěrinburgu (proti výstavbě kostela) a v Archangelské oblasti (proti výstavbě skládky), odsoudil rozehnání mítinku na podporu nezávislých opozičních kandidátů ve volbách do Moskevské městské dumy, odsoudil rozsudky nad účastníky tzv. moskevské kauzy (zatýkání po moskevských demonstracích roku 2019 proti zmanipulovaným volbám do Dumy) a označil je za nespravedlivé a diktované snahou kremelského režimu zničit v Rusku jakákoli centra odporu proti volební diktatuře Vladimira Putina.

## Projekty
Mezi projekty FSR patří "Personální rezerva" (školení lídrů pro demokratické změny), "Putinův seznam" (spisy o lídrech současného režimu a pokračování politiky sankcí proti Putinovu režimu) a Monitoring pronásledování náboženských menšin.

### Putinův seznam
V prosinci 2017 účastníci fóra sestavili první "Putinův seznam", který se postupně rozšířil na téměř čtyři sta jmen rozdělených do 12 kategorií a byla pro něj založena zvláštní webová stránka Spisok Putina. Zde jsou k dispozici podrobné spisy s životopisy a popisem činů obviněných, které vedly k jejich zařazení do databáze. Doplnění Putinova seznamu je přijímáno na základě otevřeného hlasování účastníků osobních fór. V dubnu 2020 byla stránka zablokována Roskomnadzorem.
Seznam se má podle tvůrců stát základem pro zavedení osobních sankcí vůči obviněným ze strany západních zemí. Mezi obviněnými na Seznamu jsou zkorumpovaní ruští úředníci, významní oligarchové, státní propagandisté a média blízká Kremlu, potlačovatelé práv, vykonavatelé moci a jejich komplicové, kteří jsou podle autorů zodpovědní za uzurpaci moci, porušování lidských práv, korupci, vojenskou agresi a nenávistnou propagandu. V sekci "Zahraniční agenti" jsou podle sestavovatelů "členové Mezinárodní Putinterny" a také aktivisté klubu 'Putinversteher'" - Gerhard Schröder, Silvio Berlusconi, Miloš Zeman, Marine le Pen, atd. V roce 2018 se členové stálého výboru Fóra Mark Fejgin a Ivan Tjutrin vydali do Washingtonu, aby Seznam předložili odpovědným americkým úřadům[32].
V prosinci 2019 představitelé Fóra Svobodné Rusko Andrej Illarionov, Ilja Ponomarev a Ivan Tjutrin předložili aktualizovaný Putinův seznam Kongresu USA a několika dalším americkým ministerstvům. Jak uvedl jeden z členů delegace Ivan Tyutrin, v aktualizované zprávě byla věnována zvláštní pozornost "moskevskému případu", kde jsou jmenováni konkrétní soudci a vyšetřovatelé. Zástupci Fóra předají informace o dalším politickém procesu v Rusku a jmenovitě uvedou osoby odpovědné za násilné rozehnání pokojných demonstrací a vykonstruování trestních kauz proti občanským aktivistům.

### Monitorování porušování práva na svobodu vyznání
Účelem projektu je vytvořit síť pro monitorování porušování práva na svobodu vyznání, které je zaručeno ústavou Ruské federace, a vytvořit náboženské svazy. Tato síť bude pravidelně shromažďovat informace o trestním stíhání představitelů náboženských menšin a o formě tohoto stíhání, včetně toho, jaké právní mechanismy a státní instituty jsou k němu využívány. Sběr informací bude probíhat jak s využitím otevřených zdrojů (zpravodajské agentury a webové stránky lidskoprávních organizací, jako jsou Kasparov.ru, OVD-info, Memorial, Svaz solidarity s politickými vězni a další), tak získáváním informací od samotných obětí, jejich rodinných příslušníků, zástupců církevních farností a náboženských svazů. Informace budou prezentovány na webových stránkách Fóra Svobodné Rusko a dalších spřátelených platformách.
Výsledky monitoringu skupiny budou zveřejněny v analytické zprávě, která bude prezentována na Fóru Svobodné Rusko, v Senátu Spojených států amerických, v národních parlamentech členských států EU, v PACE, v dalších mezistátních institucích a v nejvýznamnějších světových lidskoprávních organizacích.
Bývalý hlavní moskevský rabín Pinchas Goldschmidt, který Rusko opustil v březnu 2022 a nyní žije v Izraeli, varoval před nárůstem antisemitismu. Na židovskou obec v Rusku byl vyvíjen nátlak, aby otevřeně podporovala válku. Od začátku ruské invaze na Ukrajinu emigrovalo podle Židovské agentury do Izraele 16 tisíc ruských Židů a podle Goldschmidta více než 30 tisíc dalších osob s dvojím – ruským a izraelským – občanstvím. Ruské ministerstvo spravedlnosti usiluje o uzavření ruské pobočky neziskové Židovské agentury, která pomáhá Židům s přesídlením do Izraele.

## Mediální kauzy

### Deportace filmového štábuVGTRKz Litvy
První Fórum Svobodného Ruska, které se konalo v březnu 2016, provázel skandál. V jednom z hotelů ve Vilniusu se strhla rvačka za účasti Boženy Rynské a zaměstnanců státní televize Rossija 24, po níž byli všichni členové televizního štábu deportováni z Litvy s formulací "možné ohrožení národní bezpečnosti". Deportovaným novinářům byl rovněž zakázán vstup do země.
Na situaci s vyhoštěním reagovali na ruském ministerstvu zahraničí. Oficiální představitelka resortu Maria Zacharovová se k situaci vyjádřila následovně: "Opět jsme nuceni konstatovat, že litevské úřady pokračují ve své politice zavádění totální cenzury v zemi a likvidace jakéhokoli disentu." Vyhoštění novináři napadli rozhodnutí o vyhoštění u Evropského soudu pro lidská práva a obvinili litevské úřady z porušování svobody slova. ESLP přijal většinou hlasů rozhodnutí, podle kterého byly stížnosti zaměstnanců televizního kanálu Rossija 24 prohlášeny za nepřípustné a argumenty litevských orgánů za opodstatněné. ESLP zdůraznil, že záruky svobody projevu se vztahují na novináře, pokud jednají v dobré víře, že šíří informace, které odpovídají skutečnosti, na základě zásad odpovědné žurnalistiky. V tomto případě ESLP jednání stěžovatelů jako takové neuznal.

### Blokování stránek v Rusku
Dne 22. února 2019 zablokoval ruský cenzorní úřad Roskomnadzor na území Ruské federace web Forumfreerussia.org. O zablokování rozhodl Taganský soud v Moskvě. Jako základ je uveden článek 15.1 zákona o informacích - "Šíření zakázaných informací"[43].

### Právní spor
Dne 2. prosince 2019 Vilniuský krajský soud vyhověl žalobě ukrajinského novináře a blogera Anatolije Šaríje na Fórum svobodného Ruska kvůli zveřejnění pomluvy na jeho adresu. Mělo mu být vyplaceno 3 000 eur a 1 200 eur soudních poplatků (toto rozhodnutí však bylo na základě odvolání v roce 2021 zrušeno). Anatolij Šaríj se soudil i s Petrem Porošenkem, který ho označil za "Kremelského bastarda". Odvolací soud v Kyjevě, u kterého Šaríj neuspěl, potvrdil jeho proruské postoje a nařídil uhrazení soudních poplatků.

## Postoje Putinova režimu k organizaci

### Zákaz organizace v Rusku
Dne 1. února 2023 ruská generální prokuratura zařadila organizaci na seznam "nežádoucích organizací" v Rusku. Organizace na tomto seznamu musí být v Rusku rozpuštěna a jednotlivci, kteří s ní spolupracují riskují obvinění z trestného činu. I na základě tohoto aktu byl dne 21.března 2025 odsouzen do vězení na 16 let Alexandr Skobov